# Campeonato Europeo de Escalada de 2024
El XVI Campeonato Europeo de Escalada se celebró en Villars (Suiza) entre el 24 de agosto y el 1 de septiembre de 2024 bajo la organización de la Federación Internacional de Escalada Deportiva (IFSC) y la Federación Suiza de Deportes de Escalada.

## Medallistas

### Masculino
| Evento             | Oro                           | Plata                                   | Bronce                             |
| ------------------ | ----------------------------- | --------------------------------------- | ---------------------------------- |
| Dificultad (31.08) | Sascha Lehmann · Suiza · 45+  | Sam Avezou Francia 43+                  | Jonas Utelli · Suiza · 37+         |
| Velocidad (29.08)  | Ludovico Fossali · Italia     | Matteo Zurloni · Italia                 | Erik Noya Cardona · España         |
| Bloques (30.08)    | Sam Avezou Francia 2T4z 2 7   | Maximillian Milne Reino Unido 2T4z 2 14 | Dayan Akhtar Reino Unido 2T4z 7 17 |
| Combinada (01.09)  | Sam Avezou Francia 183,8 pts. | Sascha Lehmann · Suiza · 136,2 pts.     | Jonas Utelli · Suiza · 133,3 pts.  |

1. ↑  Descalificación por dopaje del medallista de bronce, el español Guillermo Peinado Franganillo.[2]

### Femenino
| Evento             | Oro                                | Plata                                      | Bronce                                 |
| ------------------ | ---------------------------------- | ------------------------------------------ | -------------------------------------- |
| Dificultad (31.08) | Laura Rogora · Italia · 45         | Yevheniya Kazbekova · Ucrania · 39+        | Lynn van der Meer · Países Bajos · 38+ |
| Velocidad (29.08)  | Natalia Kałucka · Polonia          | Patrycja Chudziak · Polonia                | Giulia Randi · Italia                  |
| Bloques (30.08)    | Naïlé Meignan Francia 3T4z 7 8     | Ayala Kerem Israel 3T4z 9 10               | Agathe Calliet Francia 3T4z 12 9       |
| Combinada (01.09)  | Laura Rogora · Italia · 155,6 pts. | Yevheniya Kazbekova · Ucrania · 152,8 pts. | Zélia Avezou Francia 151,8 pts.        |

## Medallero
| Núm. | País         | Oro | Plata | Bronce | Total |
| ---- | ------------ | --- | ----- | ------ | ----- |
| 1    | Francia      | 3   | 1     | 2      | 6     |
| 2    | Italia       | 3   | 1     | 1      | 5     |
| 3    | Suiza        | 1   | 1     | 2      | 4     |
| 4    | Polonia      | 1   | 1     | 0      | 2     |
| 5    | Ucrania      | 0   | 2     | 0      | 2     |
| 6    | Reino Unido  | 0   | 1     | 1      | 2     |
| 7    | Israel       | 0   | 1     | 0      | 1     |
| 8    | España       | 0   | 0     | 1      | 1     |
| 8    | Países Bajos | 0   | 0     | 1      | 1     |
|      | TOTAL        | 8   | 8     | 8      | 24    |